# Ludovic Steege
Ludovic Steege (1813-1872) fue un médico, político, jurista y diplomático rumano.

## Biografía
Étnicamente alemán, nació en Bucarest en 1813 y comenzó trabajando como médico de cabecera en Moldavia, cuando escribió su libro Les eaux minérales de Slănic en Moldavie (1854). Más adelante, fue nombrado tercer miembro de la Comisión Central de Focșani y luego miembro del Tribunal de Casación. Ejerció también diplomático del país en Viena, Berlín, San Petersburgo, y formó parte de la delegación que fue a Düsseldorf en 1866, para notificar la elección del príncipe Carol como domnitor de Rumania. Bajo el gobierno de Alexandru Ioan Cuza, fue ministro de Finanzas desde el 12 de octubre de 1863 al 26 de enero de 1866. En 1867 fue ministro de Hacienda del 19 de agosto al 1 de octubre del mismo año. Falleció el 28 de marzo de 1872.